# Rick Paterson
David Richard „Rick“ Paterson (* 10. Februar 1958 in Kingston, Ontario) ist ein ehemaliger kanadischer Eishockeyspieler und -trainer sowie derzeitiger -funktionär und -scout, der im Verlauf seiner aktiven Karriere zwischen 1974 und 1988 unter anderem 491 Spiele für die Chicago Black Hawks in der National Hockey League (NHL) auf der Position des Centers bestritten hat. Im Anschluss daran arbeitete Paterson bis 1999 als Trainer und gewann als Assistent in den Jahren 1991 und 1992 mit den Pittsburgh Penguins den Stanley Cup. Danach war er als Funktionär und Scout weiterhin in der NHL für die Tampa Bay Lightning und Anaheim Ducks, mit denen er jeweils einen weiteren Stanley Cup gewann, tätig.

## Karriere

### Als Spieler
Paterson verbrachte seine Juniorenzeit zwischen 1973 und 1978 bei den Cornwall Royals in der Ligue de hockey junior majeur du Québec (LHJMQ). In diesem Zeitraum bestritt er insgesamt 382 Partien für die Royals und sammelte dabei 398 Scorerpunkte. Allein in seinem fünften und letzten Jahr in der Liga erreichte der Mittelstürmer 138 Punkte in der regulären Saison, womit er sich unter den zehn besten Scorern der Liga platzierte und ins Third All-Star Team der Liga gewählt wurde. Im NHL Amateur Draft 1978 wurde der 20-Jährige in der dritten Runde an 46. Position von den Chicago Black Hawks aus der National Hockey League (NHL) ausgewählt.
Zur Saison 1978/79 wechselte der Kanadier umgehend in den Profibereich und in die Organisation der Chicago Black Hawks, wo er zunächst bei deren Farmteam, den New Brunswick Hawks, in der American Hockey League (AHL) eingesetzt wurde. Im Verlauf der Stanley-Cup-Playoffs 1979 debütierte der Angreifer schließlich für Chicago in der NHL. In den folgenden drei Spielzeiten pendelte Paterson zwischen dem NHL-Kader Chicagos und dem AHL-Kader New Havens. Erst zur Spielzeit 1982/83 gelang es ihm, sich im Aufgebot der Black Hawks zu etablieren und bildete in der Folge mit Bill Gardner und Peter Marsh die defensiv ausgerichtete, dritte Sturmreihe. In dieser Funktion als Defensivstürmer spielte Paterson bis in die Saison 1986/87 hinein für die Blackhawks, ehe er zu den Nova Scotia Oilers in die AHL und für die Spielzeit 1987/88 zu den Saginaw Hawks in die International Hockey League (IHL) abgeschoben wurde. Anschließend beendete der 30-Jährige seine aktive Laufbahn. Im Verlauf seiner NHL-Karriere erzielte er 14 seiner insgesamt 50 Treffer im Unterzahlspiel.

### Als Trainer und Funktionär
Nach seinem Karriereende als Spieler strebte Paterson zunächst eine Ausbildung als Schiedsrichter an, wurde jedoch im Juli 1988 als neuer Assistenztrainer bei den Pittsburgh Penguins vorgestellt. Diese Position füllte er fünf Spielzeiten lang aus und arbeitete dabei unter den Cheftrainern Gene Ubriaco, Craig Patrick, Bob Johnson und Scotty Bowman. Mit letzteren beiden gewann Paterson in den Jahren 1991 und 1992 jeweils den Stanley Cup. In der Folge übernahm er zur Saison 1993/94 seinen ersten Cheftrainerposten bei den Cleveland Lumberjacks aus der IHL, die ein Kooperationspartner der Pittsburgh Penguins waren. Er betreute das Team insgesamt vier Spielzeiten lang mit minderem Erfolg bis zur Auflösung des Kooperationsvertrags zwischen beiden Franchises. Lediglich in seinem vierten Jahr führte er die Lumberjacks bis in die Vorschlussrunde der Playoffs um den Turner Cup.
Zur Spielzeit 1997/98 wechselte Paterson in die Organisation der Tampa Bay Lightning, wo er im August 1997 zunächst den Posten des Cheftrainers der Chesapeake Icebreakers aus der East Coast Hockey League (ECHL) erhielt. Noch vor dem Saisonstart nur einen Monat nach seiner Anstellung wurde der zweifache Stanley-Cup-Sieger aber zum Assistenztrainer der Lightning befördert. Er arbeitete elf Spiele lang unter dem langjährigen Cheftrainer Terry Crisp und übernahm – nach dessen Entlassung Ende Oktober 1997 – auf Interimsbasis für sechs Spiele die Cheftrainerrolle. Alle sechs Spiele gingen jedoch verloren und so rückte er Mitte November nach der Verpflichtung von Jacques Demers wieder ins zweite Glied. In der Rolle des Assistenztrainers arbeitete Paterson noch bis zum Ende der Spielzeit 1998/99, ehe sich der 41-Jährige aus dieser Funktion zurückzog.
Paterson blieb den Lightning aber in der Rolle eines Scouts weiterhin für drei Jahre erhalten. Anschließend wurde er im Sommer 2002 zum Director of Professional Scouting befördert. Eine Position, die er im Franchise ebenfalls drei Spielzeiten bis zum Sommer 2005 ausfüllte und in deren Zeitraum der erstmalige Gewinn des Stanley Cups in der Saison 2003/04 fiel. Im Juli 2005 verließ Paterson nach acht Jahren die Organisation der Tampa Bay Lightning und wechselte innerhalb der NHL zu den Mighty Ducks of Anaheim, die im folgenden Jahr unter geändertem Namen als Anaheim Ducks den Spielbetrieb fortsetzten. Dort war er bis Sommer 2009 ebenfalls als Director of Professional Scouting tätig und gewann am Ende der Stanley-Cup-Playoffs 2007 einen weiteren Stanley Cup, ehe er zum Director of Player Personnel befördert wurde. Für die Saison 2020/21 kehrte er nach elf Jahren auf seinen ursprünglichen Posten in der Organisation zurück. Seit der Spielzeit 2021/22 war er als Scout angestellt, bevor man ihn im Mai 2024 als General Manager von Anaheims Farmteam engagierte, den San Diego Gulls aus der AHL.

### International
Für sein Heimatland nahm Paterson mit der kanadischen U20-Nationalmannschaft an der Junioren-Weltmeisterschaft 1978 in der kanadischen Provinz Québec teil. Dabei gewann der Stürmer mit dem Team die Bronzemedaille, wozu er in sechs Spielen drei Scorerpunkte beisteuerte.

## Erfolge und Auszeichnungen
| - 1978 LHJMQ Third All-Star Team - 1991 Stanley-Cup-Gewinn mit den Pittsburgh Penguins (als Assistenztrainer) - 1992 Stanley-Cup-Gewinn mit den Pittsburgh Penguins (als Assistenztrainer) | - 2002 Aufnahme in die Cornwall Sports Hall of Fame - 2004 Stanley-Cup-Gewinn mit den Tampa Bay Lightning (als Director of Professional Scouting) - 2007 Stanley-Cup-Gewinn mit den Anaheim Ducks (als Director of Professional Scouting) |

### International
- 1978 Bronzemedaille bei der Junioren-Weltmeisterschaft

## Karrierestatistik

### International
Vertrat Kanada bei:
- Junioren-Weltmeisterschaft 1978

(Legende zur Spielerstatistik: Sp oder GP = absolvierte Spiele; T oder G = erzielte Tore; V oder A = erzielte Assists; Pkt oder Pts = erzielte Scorerpunkte; SM oder PIM = erhaltene Strafminuten; +/− = Plus/Minus-Bilanz; PP = erzielte Überzahltore; SH = erzielte Unterzahltore; GW = erzielte Siegtore; 1 Play-downs/Relegation; Kursiv: Statistik nicht vollständig)

### NHL-Trainerstatistik
(Legende zur Trainerstatistik: Sp oder GC = Spiele insgesamt; W oder S = erzielte Siege; L oder N = erzielte Niederlagen; T oder U = erzielte Unentschieden; OTL oder OTN = erzielte Niederlagen nach Overtime oder Shootout; Pts oder Pkt = erzielte Punkte; Pts% oder Pkt% = Punktquote; Win% = Siegquote; Resultat = erreichte Runde in den Play-offs)